# Кір Стармер
Сер Кір Родні Стармер (англ. Sir Keir Rodney Starmer; нар. 2 вересня 1962, Лондон) — британський політик та юрист, лідер Лейбористської партії з 4 квітня 2020 року. Прем'єр-міністр Великої Британії з 5 липня 2024. Підтримує Україну у війні з Росією.
Тіньовий міністр із виходу з Євросоюзу (2016—2020). Тіньовий міністр із питань міграції (2015—2016).

## Біографія
Закінчив Лідський університет зі ступенем бакалавра мистецтв із права, а потім вивчав право в Сент-Едмунд-Голлі Оксфордського університету, де здобув ступінь бакалавра цивільного права. У 1987 році був прийнятий до колегії адвокатів і спеціалізувався на правах людини, працюючи під керівництвом Хелени Кеннеді й Джеффрі Робертсона. До 1990 року працював у правозахисній групі інтересів «Liberty», потім у баррістерському бюро «Doughty Street Chambers», як і раніше займаючись захистом прав людини. Співробітник центру прав людини при Ессекському університеті, консультант з прав людини Асоціації старших офіцерів поліції, радник з прав людини Наглядальницької ради Північноірландської поліції (з 2003 року).
У 2002 році призначений королівським адвокатом.
З 2008 по 2013 рік очолював Королівську прокурорську службу на посаді головного державного обвинувача.
У 2015 році обраний до Палати громад від лондонського округу Голборн і Сент-Панкрас, здобувши 52,9 % голосів.
7 жовтня 2016 року лідер Лейбористської партії Джеремі Корбін здійснив перестановки у своєму тіньовому кабінеті, серед інших заходів призначив Стармера тіньовим міністром із виходу з Євросоюзу.
23 вересня 2019 року на конференції лейбористів в Брайтоні Стармер марно домагався однозначного позиціювання партії за збереження членства Великої Британії в ЄС, що суперечило «нейтральному» в цьому відношенні курсу Корбіна.
У грудні 2019 роки після катастрофічної поразки лейбористів на парламентських виборах політичні аналітики стали називати Стармера серед ймовірних наступників Джеремі Корбіна, і в цей же період розгорнулися події навколо статті про Стармера в англійському розділі Вікіпедії. Впродовж двох днів у неї тричі додавалося твердження, що Стармер є мільйонером, але тричі ця правка скасовувалася як така, що не має авторитетного джерела (при цьому сам Стармер і його оточення заперечували свою причетність до подій).

## Прем'єр-міністр Сполученого королівства
На виборах у Британії вперше за 14 років переважну більшість місць у парламенті здобула опозиційна Лейбористська партія. 5 липня 2024 року Кір Стармер став новим прем'єр-міністром Великої Британії.

## Державні нагороди
- Прийняв присягу в Таємній раді Великої Британії 19 липня 2017 р.[19] Це дозволило йому здобути титул «Високоповажний»[20].
- Лицар-командор Ордена Лазні (з 2014 року)[21].
- Призначений кавалером Орден Лазні (KCB) у 2014 році за «заслуги в галузі права та кримінального правосуддя»[22][23].
- Почесний член Сент-Едмунд-Голлу, Оксфорд[24].
- Лауреат премії Сіднея Елланда Голдсміта від Ради адвокатів у 2005 році за видатний внесок у pro bono роботу з оскарження смертної кари в Уганді, Кенії, Малаві та країнах Карибського басейну[25].
- Призначений Королівським радником (QC) у 2002 році[26].

## Особисте життя
На початку 2000-х років Стармер познайомився з Вікторією Александер, яка була адвокатом, коли він працював старшим баристером у Doughty Street Chambers, і вони працювали над однією справою. Згодом вони зблизилися, заручилися у 2004 році та одружилися 6 травня 2007 року в маєтку Феннес в Ессексі. У них двоє дітей: син, який народився через рік після весілля, та донька, яка народилася через два роки після нього. Обидва виховуються в єврейській вірі своєї матері. Перед тим, як переїхати на Даунінг-стріт, пара жила в Кентиш-Таун на півночі Лондона.
Стармер є пескетаріанцем, а його дружина — вегетаріанкою. Вони виховували своїх дітей вегетаріанцями до 10 років, після чого дали їм можливість вибирати, чи їсти м'ясо. 2024 року Стармер заявив, що найбільше боїться того, як посада прем'єр-міністра вплине на його дітей, через їхній «важкий вік», і що це було б легше, якби вони були молодшими або старшими. Стармер зазначив, що намагатиметься не працювати після 18:00 у п'ятницю, щоб дотримуватись шабатної вечері та проводити час з родиною.
Стармер — атеїст; він обрав «урочисте підтвердження» (замість присяги) вірності монарху. Стармер заявив, що не вірить у Бога, але вірить у силу віри, яка об'єднує людей. Він та його сім'я час від часу відвідують ліберальну синагогу, і в інтерв'ю 2022 року він зазначив, що його діти виховуються з розумінням єврейської віри та походження своїх бабусі та дідуся по материнській лінії.
Нік Стармер - молодший брат Кіра, помер 26 грудня 2024 року у віці 60 років внаслідок тривалої онкологічної хвороби.